# Juan José Longhini
Juan José Longhini (Olavarría, Argentina, 5 de agosto de 1984) es un futbolista argentino. Se desempeñó como delantero y hoy en día se desempeña en el Club Atlético Estudiantes (Olavarría) del Torneo Federal B.

## Clubes
| Club                  | País      | Año         |
| --------------------- | --------- | ----------- |
| Ferro Carril Sud      | Argentina | 2006        |
| Grupo Universitario   | Argentina | 2006 - 2007 |
| Ferro Carril Sud      | Argentina | 2008 - 2009 |
| Deportes La Serena    | Chile     | 2009        |
| Club Union Central    | Bolivia   | 2010 - 2016 |
| Ferro Carril Sud (O)  | Argentina | 2016 - 2018 |
| Racing Club Olavarria | Argentina | 2019 - 2020 |

 Villa flores
Argentina 
2021